# Conus chaldaeus
Conus chaldaeus é uma espécie de gastrópode do gênero Conus, pertencente a família Conidae.

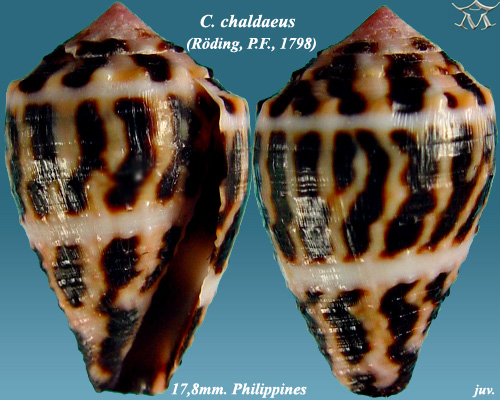